# クリスト＝レイ像

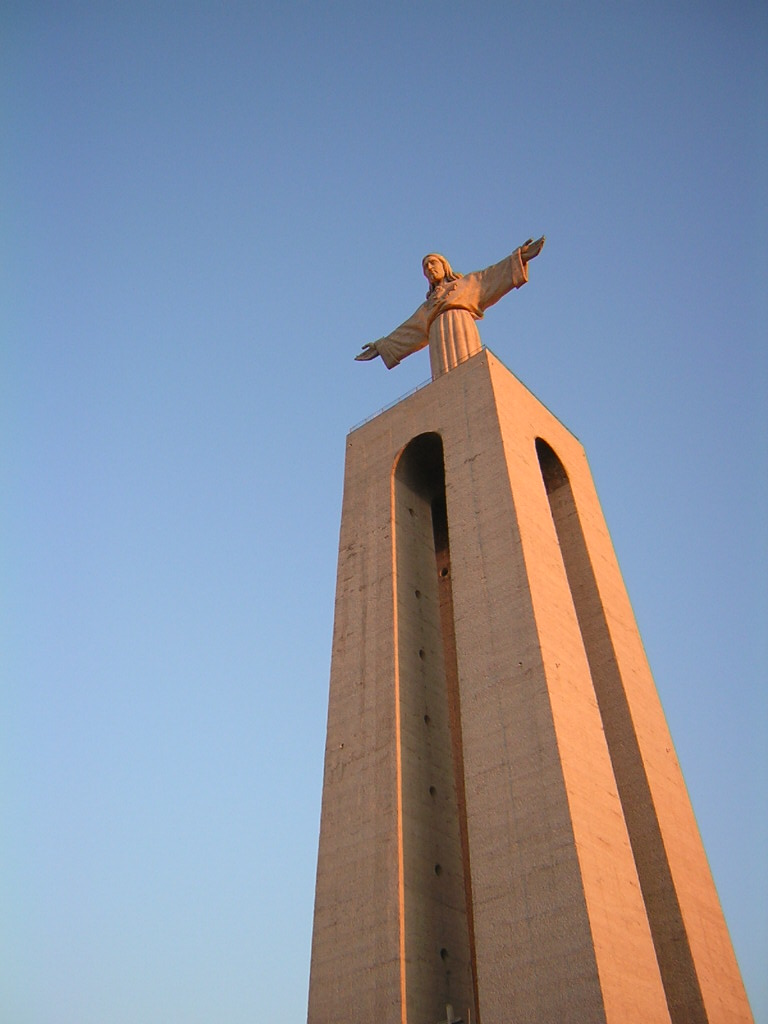
後方から見たクリスト＝レイ

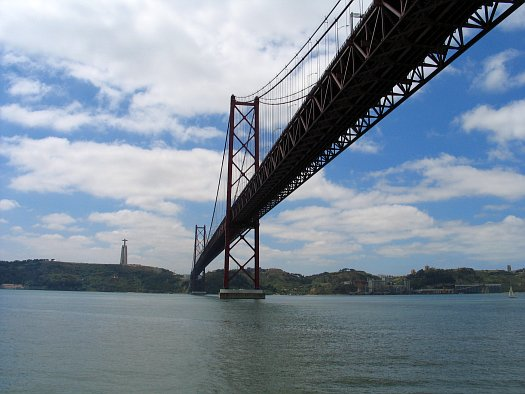
4月25日橋。左にクリスト＝レイ

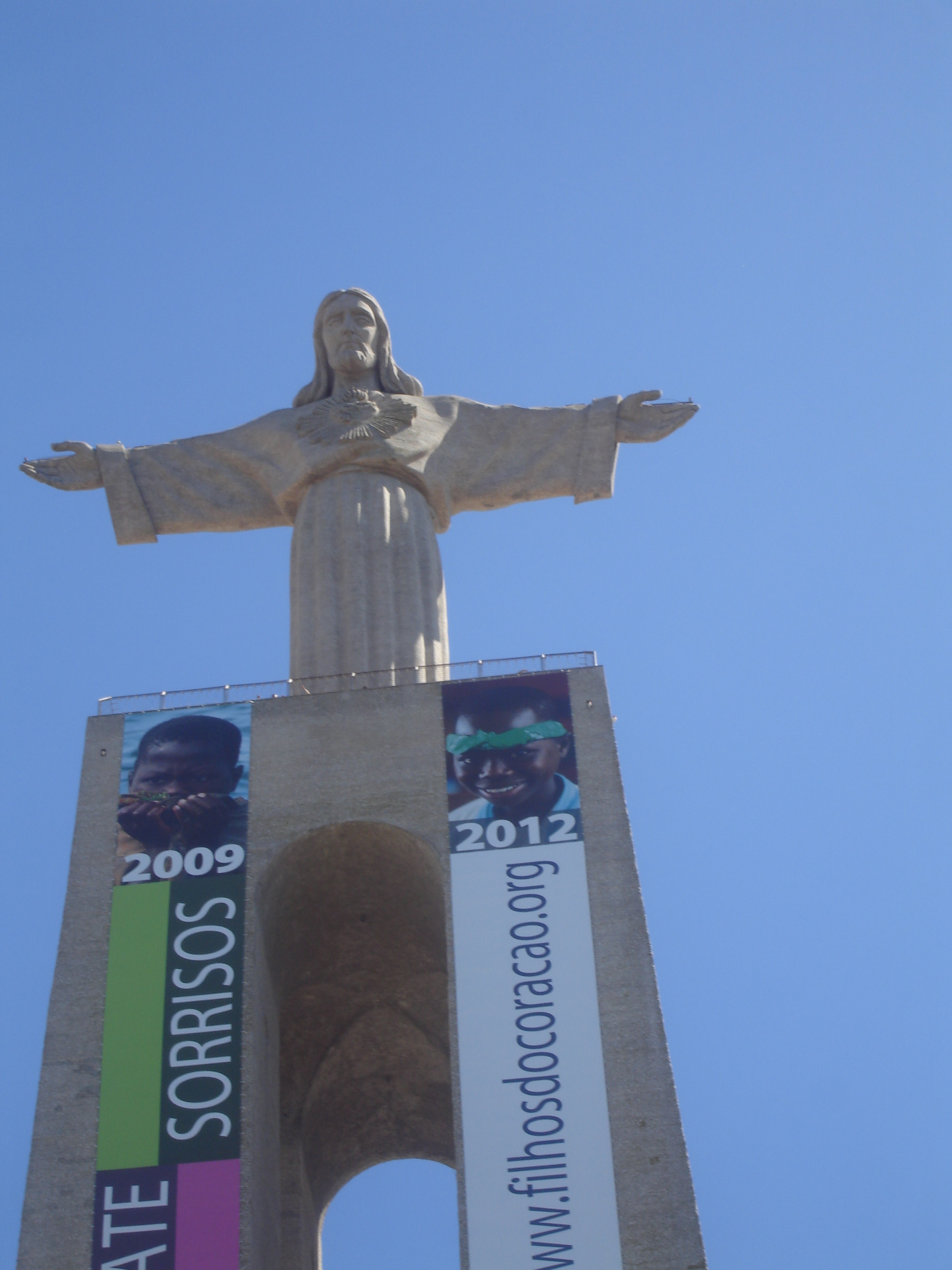
2012年

クリスト＝レイ像 （クリスト＝レイぞう、Cristo-Rei）は、ポルトガルの首都リスボンを見渡すカトリックの記念碑。リオ・デ・ジャネイロにあるコルコバードのキリスト像に触発されて造られた。1959年5月17日除幕。当時ポルトガルはアントニオ・サラザールの独裁下にあり、像の建設はサラザールの命で行われた。 
像はテージョ川左岸に建てられ、リスボン市街と対岸を望む。アルマダに属する。 
像の基礎は建築家アントニオ・リノが造り、門の形をしていて高さは75mある。頂上にはフランシスコ・フランコ・デ・ソウサ設計の28mのキリスト像が立つ。184メートル地点の像の観察デッキで、そこからリスボン市街のパノラマとすぐ近くにある4月25日橋が眺められる。
クリスト＝レイの建設はポルトガル・カトリック監督協議会の承認を受けた。建設は1950年に始まり、完成までに9年を要した